# Perski Nowy Rok (film)
Perski Nowy Rok – irański film dramatyczny w reżyserii Asghara Farhadi wyprodukowany przez studio Boshra Film

## Opis fabuły
Rouhi (Taraneh Alidosti) wkrótce wychodzi za mąż. Żeby zdobyć pieniądze na wesele oraz upragnioną wizytę w salonie piękności podejmuje się pracy u zamożnego małżeństwa. Dziewczyna ma pomagać w porządkach, jednak w domu pracodawców panuje napięta atmosfera. Małżonkowie przechodzą kryzys, na dodatek Mojdeh (Hedieh Tehrani) podejrzewa męża (Hamid Farokhnezhad) o zdradę z sąsiadką. Kobieta chce upewnić się w podejrzeniach i postanawia wykorzystać Rouhi do szpiegowania.

## Obsada
- Hedieh Tehrani – Mozhde Samiei
- Taraneh Alidoosti – Roohi
- Hamid Farokhnezhad – Morteza
- Sahar Dolatshahi
- Mehran Mahram
- Hooman Seyadi
- Behshad Sharifian